# Krapan
Krapan (olaszul: Carpano) falu Horvátországban, Isztria megyében. Közigazgatásilag Rašához tartozik.

## Fekvése
Az Isztria keleti részén, Labin központjától 3 km-re délnyugatra, községközpontjától 2 km-re északkeletre a Raša-folyó mellékvizének a Krapan-patak völgyének északkeleti végében fekszik.

## Története
A bányászati tevékenység ezen a vidéken a 17. században indult, a Krapan völgyében kiadott bányászati koncessziós jogról már 1626-ból van adat. A 18. században mintegy negyven bányász évi 560 tonna szenet termelt ki. Az általános iparosodás során, a gőzgépek elterjedésével lehetővé vált a termelés jelentős növelése. Az osztrák uralom idején a 19. század végén és a 20. század elején ezerötszáz bányásszal az éves termelés már 90.000 tonnát tett ki. Ebben az időszakban a Krapan völgyében a bányászok számára lakó és gazdasági épületek sora és iskola is létesült. 1905-ben felépítették a bányászok védőszentje Szent Borbála tiszteletére szentelt templomot. Az iskolában horvát és német nyelven folyt az oktatás. Az első világháború után az Isztria Olaszország része lett. Az olasz fennhatóság alatt a bányák jelentősége tovább nőtt, az éves termelés 1936-ban hétezer bányásszal már 735.610 tonna volt. Megalakult az „Arsa” szénbányászati társaság („Arsa“ Società Anonima Carbonifera), majd jogutódja a „Ca.I.” (Azienda Carboni Italiani. 1937-re felépítették a szomszédos Raša bányásztelepülést mely a bányavidék új központja lett, ezzel Krapan jelentősége lényegesen csökkent. 1938-ban a település is az újonnan megalakított Raša községhez került. A második világháború után Jugoszlávia része lett. A jugoszláv közigazgatás a korábban önálló Raša községet Labin városához csatolta. Önállóságát majd csak a független horvát államtól kapta vissza. Az egykori bányaépületből alakították ki a Május 1 (Prvomajska) szerszámgépgyárat. A településnek 1880-ban 175, 1910-ben 171 lakosa volt. Jugoszlávia felbomlása után 1991-ben a független Horvátország része lett. 2011-ben a falunak 150 lakosa volt.

## Nevezetességei
Szent Borbála tiszteletére szentelt kis bányásztemploma 1905-ben épült.

## Lakosság
| Lakosság változása | Lakosság változása | Lakosság változása | Lakosság változása | Lakosság változása | Lakosság változása | Lakosság változása | Lakosság változása | Lakosság változása | Lakosság változása | Lakosság változása | Lakosság változása | Lakosság változása | Lakosság változása | Lakosság változása | Lakosság változása |
| ------------------ | ------------------ | ------------------ | ------------------ | ------------------ | ------------------ | ------------------ | ------------------ | ------------------ | ------------------ | ------------------ | ------------------ | ------------------ | ------------------ | ------------------ | ------------------ |
| 1857               | 1869               | 1880               | 1890               | 1900               | 1910               | 1921               | 1931               | 1948               | 1953               | 1961               | 1971               | 1981               | 1991               | 2001               | 2011               |
| 0                  | 0                  | 175                | 185                | 147                | 171                | 0                  | 0                  | 233                | 283                | 328                | 222                | 235                | 231                | 203                | 150                |